# Le Pot de terre et le Pot de fer

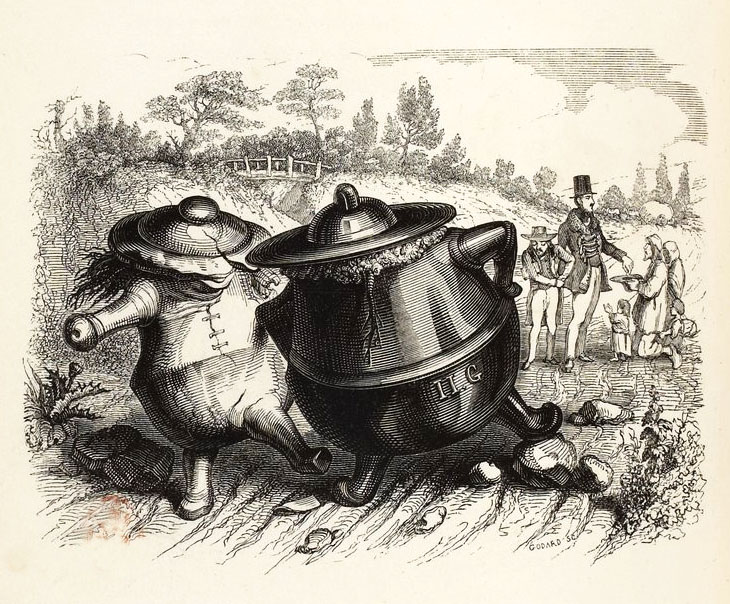
Illustration de Grandville (1838-1840)

Le Pot de terre et le Pot de fer est la deuxième fable du livre V de Jean de La Fontaine situé dans le premier recueil des Fables de La Fontaine, édité pour la première fois en 1668.
La fable a plusieurs sources d'inspiration probables :
- La fable 354 « Les pots » chez Ésope[1],[2]
- Le livre du Siracide (Ecclésiastique) au chapitre 13, verset 2[3]
- La fable « Les Deux Marmites, l'une d'airain et l'autre d'argile » de Gabriele Faerno
- L'emblème CLXV d'André Alciat[4]

## Texte
LE POT DE TERRE ET LE POT DE FER
[Ésope + Faërne (Gabriele Faerno) + Alciat]

Le Pot de fer proposa
Au Pot de terre un voyage.
Celui-ci s'en excusa,
Disant qu'il ferait que sage (1)
De garder le coin du feu :
Car il lui fallait si peu,
Si peu, que la moindre chose
De son débris (2) serait cause : 
Il n'en reviendrait morceau (3).
" Pour vous, dit-il, dont la peau
Est plus dure que la mienne,

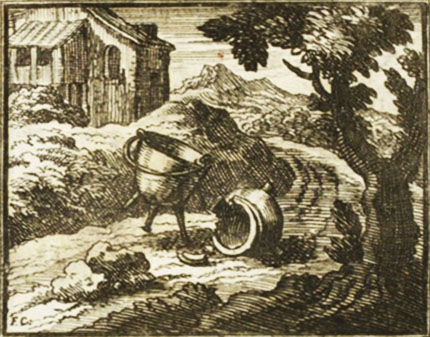
Gravure de François Chauveau (1613-1676)

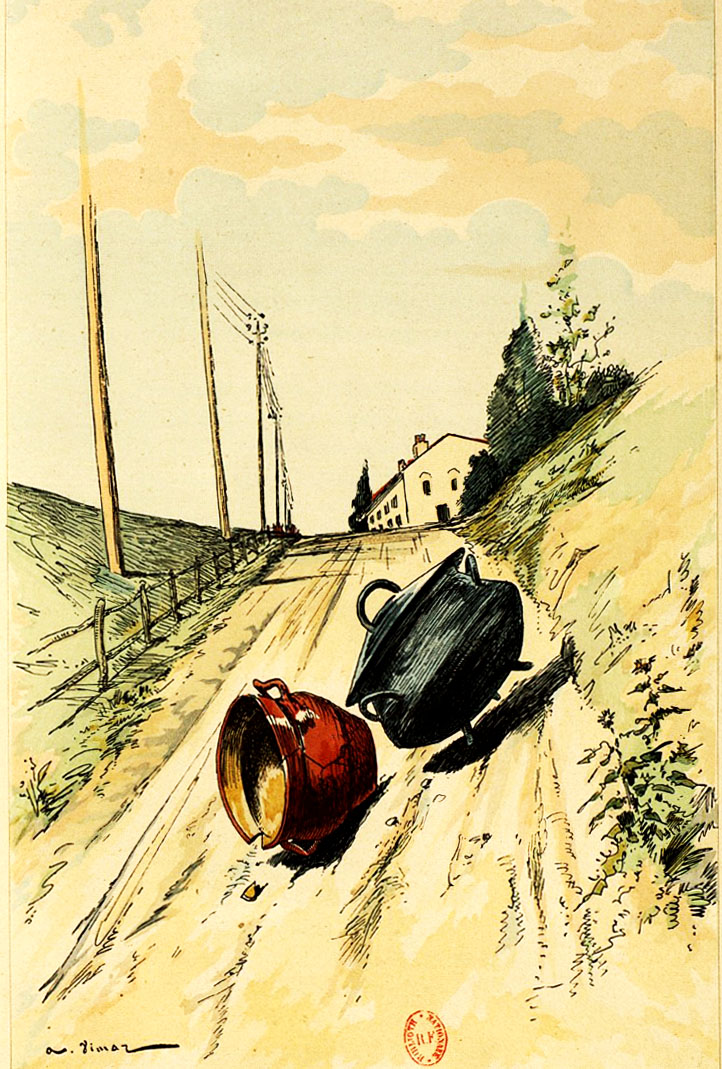
Illustration de Auguste Vimar (1897)

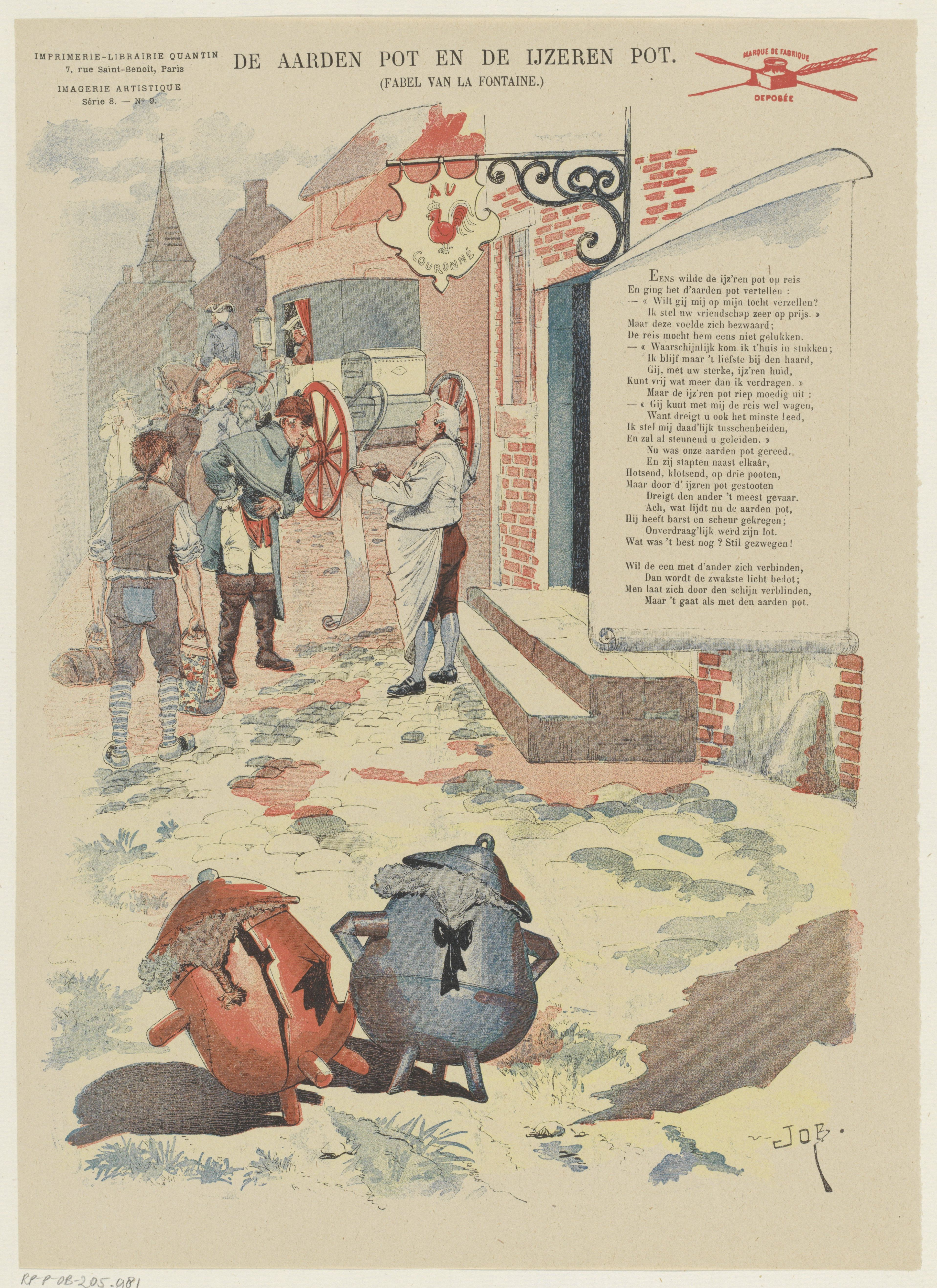
"Le pot de terre et le pot de fer" traduit en néerlandais et illustré par Job

Je ne vois rien qui vous tienne (4).
- Nous vous mettrons à couvert,
Repartit le Pot de fer :
Si quelque matière dure
Vous menace d'aventure,
Entre deux (5) je passerai (6), 
Et du coup vous sauverai. "
Cette offre le persuade.
Pot de fer son camarade
Se met droit à ses côtés.
Mes gens s'en vont à trois pieds (7),
Clopin-clopant (8) comme ils peuvent,
L'un contre l'autre jetés,
Au moindre hoquet (9) qu'ils treuvent (10).
Le Pot de terre en souffre ; il n'eut pas fait cent pas
Que par son Compagnon il fut mis en éclats,
           Sans qu'il eût lieu de se plaindre .
Ne nous associons qu'avec que nos égaux ;
           Ou bien il nous faudra craindre
           Le destin d'un de ces Pots .

Vocabulaire
(1) il ferait sagement
(2) bris, brisement
(3) pas un morceau
(4) retiennent
(5) entre vous deux
(6) je m'interposerai
(7) Les marmites avaient trois pieds
(8) boiteux, boitant
(9) secousse, heurt ; obstacle, empêchement
(10) trouvent